# Pierre Cartellier
Pierre Cartellier (París, 2 de diciembre de 1757 - 12 de junio de 1831) fue un orfebre y escultor francés.

## Biografía
Nacido en París, estudió en la École Gratuite de Dessin en París y luego en el taller de Charles-Antoine Bridan, antes de asistir a la Académie Royale. Durante la Revolución francesa Cartellier formaba parte de un equipo de escultores que trabajaron en la iglesia de Ste. Geneviève de París. 
En un momento que en la historia europea, las obras antiguas estaban en auge, en el año 1801 Cartellier obtuvo un amplio reconocimiento después de exhibir una versión en yeso sobre la estatua exenta de la Venus Capitolina de Roma. En la Restauración borbónica se le dio el encargo de hacer la estatua ecuestre del rey Luis XIV, que se puede ver en la Cour d'honneur de Versalles. En el momento de su muerte, solo estaba realizado el caballo. Louis Petitot lo completa con la figura del rey.
Cartellier esculpió el modelo para la estatua de bronce de Vivant Denon, barón de Denon (1747-1825), que adorna su tumba en el Cementerio de Père Lachaise en París. Sin embargo, la obra más conocida Cartellier le fue encargada en 1825, por unos amigos cercanos Vivant de Eugène y Hortense de Beauharnais, que querían que esculpiera un monumento para la tumba de su madre, la emperatriz Josefina. Cartellier realizó el modelado de la imagen con Josefina arrodillada inspirada en la pintura de La coronación de Napoleón por Jacques-Louis David, se puede ver en la Iglesia de Saint-Pierre-Saint-Paul en Rueil-Malmaison. 
Cartellier fue nombrado miembro del Institut de France, de la Legión de Honor (1808) y condecorado con la Orden de St. Michel (1824). Su hija se casó con el pintor Jean-François Heim, pero murió a la edad de diecinueve años. 
Pierre Cartellier murió en París en 1831 y fue enterrado en el cementerio de Père Lachaise junto a su esposa e hija. Su tumba realizada por el escultor Louis Petitot, ha sido declarada como monumento histórico con fecha 25 de enero de 1990.

## Órdenes y empleos

### Órdenes

#### Reino de Francia
- 1808:  Caballero de la Orden Real de la Legión de Honor. (Reino de Francia)[2]
- 15 de enero de 1825:  Caballero de la Orden de San Miguel. (Reino de Francia)[2]

### Empleos
- 1816: Miembro del Instituto de Francia.[2]
- 1816: Profesor de la Escuela de Bellas Artes de Francia.[2]

## Obras
- Napoleón, emperador de Francia (1769-1821) (1813), la estatua es de tamaño más grande que del natural, mármol, Palacio de Versalles
- Minerva golpeando el suelo con su jabalina planta el olivo (1822), la estatua de tamaño más grande que del natural, mármol, Palacio de Versalles
- Luis Bonaparte, rey de Holanda, la estatua es de tamaño más grande que del natural, mármol, Palacio de Versalles
- Retrato de Luis Bonaparte, rey de Holanda (1778-1846) (1808), busto, mármol, Palacio de Versalles
- Jean-Charles Pichegru, comandante en jefe (1761-1804), la estatua es de tamaño más grande que del natural, mármol, Palacio de Versalles
- Retrato de Mauricio de Sajonia, mariscal de Francia (1696 - 1750) (1800 - 1805), busto de mármol, Palacio de Versalles
- Pedro Victurnien Vergniaud, político (1753 - 1793), Estatua de tamaño más grande que del natural, yeso, Palacio de Versalles
- Luis XIV (1817), estatua ecuestre de bronce, Palacio de Versalles: trabajo realizado por Louis Petitot que hizo el rey ya que el caballo fue realizado antes de la muerte de Cartellier
- Finalización de la obra de Antoine-Denis Chaudet, El amor o El amor cogiendo una mariposa (1763-1810), estatua, de mármol, París, Museo del Louvre
- Busto del compositor Nicolas Dalayrac, instalada en el foyer del Teatro Nacional de la Opéra-Comique 30 de mayo de 1811
- La victoria en una cuadriga reparte coronas (1810), en bajorrelieve y en piedra, París, columnata del Museo del Louvre en el tímpano
- La capitulación de Ulm, en bajorrelieve, mármol, París, el Arco de Triunfo del Carrusel, al este, cerca del Louvre
- La Vigilancia y la Paz (1800), bajorrelieves, piedra, París, Palacio de Luxemburgo, fachada que da a la calle de Vaugirard, pabellones laterales
- Vivant Denon, estatua, de bronce de la tumba de Vivant Denon, París, cementerio de Père Lachaise
- Bajo la dirección del arquitecto Luis Berthault, la tumba de Josefina de Beauharnais, Rueil-Malmaison
- Estatua del General Valhubert en Avranches.
- De acuerdo con Guillaume Coustou Luis XIV en traje de montar a caballo romano entre la Prudencia y la Justicia (1735), bajo relieve en piedra, París, Los Inválidos, el frontón de la fachada
- Estatua de Arístides
- Bajo relieve de las Jóvenes espartanas bailando ante un altar de Diana, el Museo de Antigüedades
- La modestia (para Malmaison)

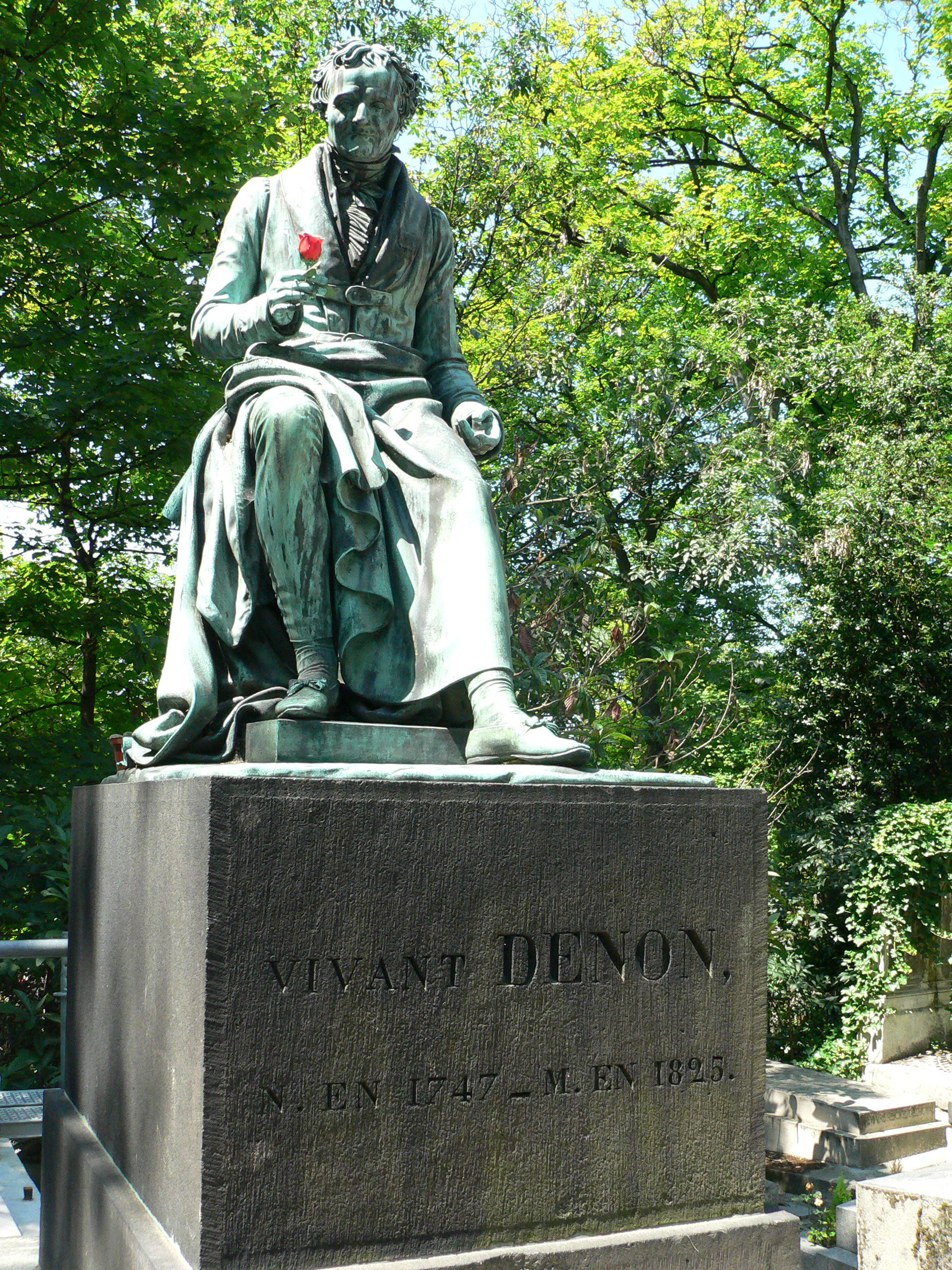
Tumba de Vivant Denon en el cementerio de Père Lachaise.
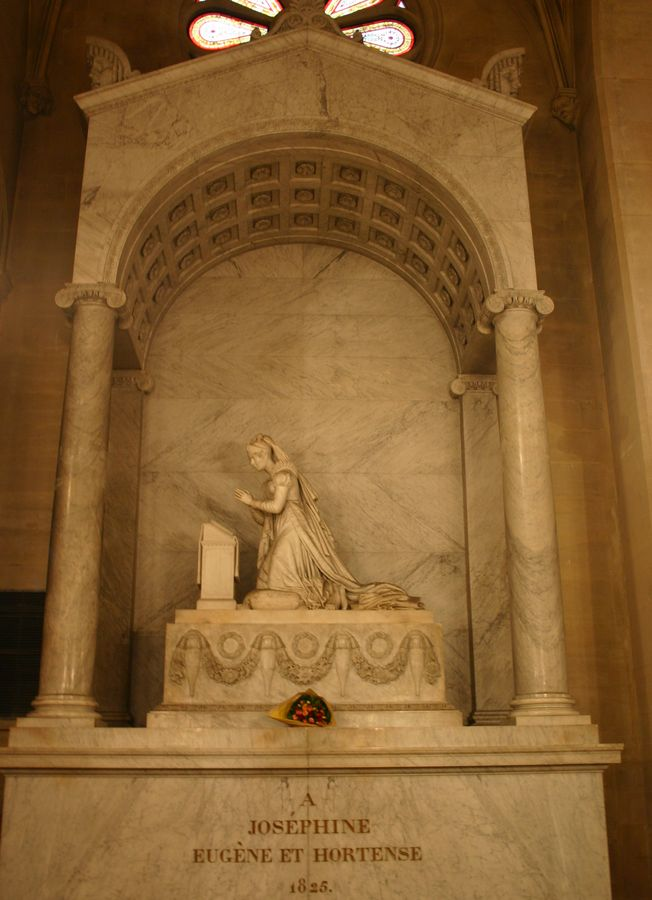
Tumba de Josefina de Beauharnais en la iglesia de Saint-Pierre Saint-Paul de Rueil-Malmaison de Rueil-Malmaison
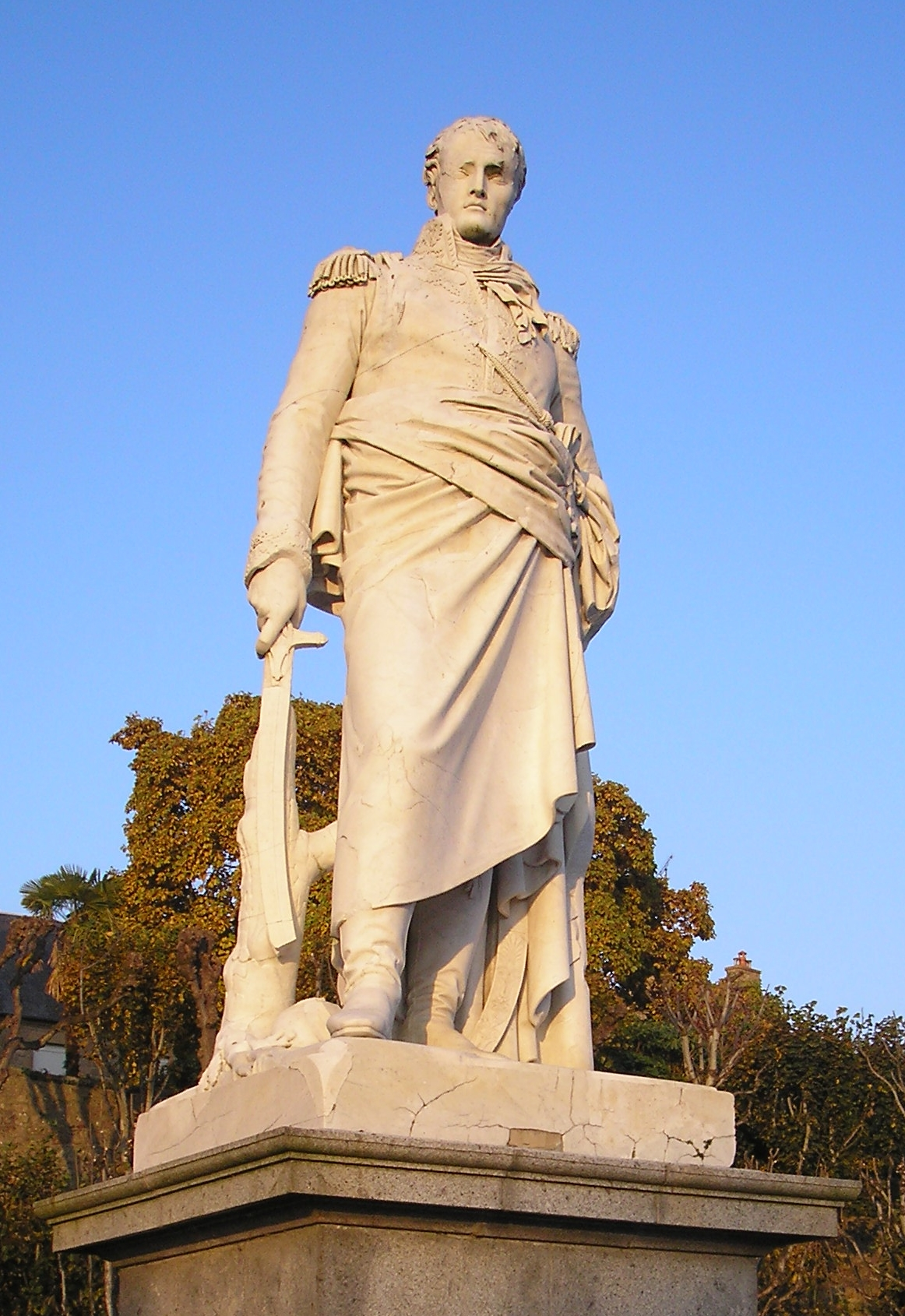
Estatua de General Valhubert en Avranches